# Manuel Bonilla
O General Manuel Bonilla Chirinos (7 de junho de 1849 - 21 de março de 1913) foi presidente de Honduras de 13 de abril de 1903 a 25 de fevereiro de 1907, e novamente de 1 de fevereiro de 1912 a 21 de março de 1913. Anteriormente, atuou como vice-presidente de Honduras entre 1895-1899.
Nasceu em Juticalpa, Olancho, em Honduras. Começou como um liberal, e depois se tornou um conservador, sendo considerado o fundador das ideias que levaram à criação do Partido Nacional de Honduras. Como presidente, deu generosas concessões às empresas de bananeiras no litoral norte, nomeadamente a Cuyamel Fruit Compan de Sam Zemurray.